# Uzi Landau
Uzi Landau (hebrejsky: עוזי לנדאו, narozen 2. srpna 1943) je izraelský politik a bývalý poslanec Knesetu za stranu Jisra'el bejtenu. Zastával různé ministerské posty: vnitřní bezpečnosti (2001–2003), energetiky a vodních zdrojů (2009–2013) a turismu (2013–2015).

## Biografie
Landau se narodil v Haifě ještě za dob mandátní Palestiny. Později sloužil ve výsadkářské brigádě Izraelských obranných sil, kde dosáhl hodnosti majora. Studoval na izraelském technologickém institutu Technion v Haifě, kde získal bakalářské a magisterské vzdělání a posléze získal doktorské vzdělání na MIT a pracoval jako systémový analytik. Pracoval jako generální ředitel na ministerstvu dopravy, přednášel na Technionu, byl členem správní rady letecké společnosti El Al, Izraelské správy přístavů a Izraelské správy letišť a rovněž tak byl členem správní rady Společnosti pro ochranu přírody.
Ve volbách v roce 1984 byl poprvé zvolen poslancem Knesetu, a to za stranu Likud. Během svého prvního poslaneckého období se stal předsedou podvýboru pro sovětské židovstvo. Svůj mandát si udržel i v následujících volbách v roce 1988 a během dvanáctého Knesetu předsedal podvýboru pro armádní rozpočet. Znovu zvolen byl ve volbách v letech 1992, 1996, 1999 a 2003. V letech 1996 až 1999 byl předsedou výboru pro zahraniční věci a obranu a v roce 1999 se stal předsedou státní kontrolní komise.
V roce 2001 byl jmenován ministrem vnitřní bezpečnosti ve vládě Ariela Šarona a tento post si udržel i po volbách v roce 2003, kdy byl jmenován ministrem při úřadu ministerského předsedy. Na svou funkci rezignoval v říjnu 2004 na protest proti Šaronově plánu na jednostranné izraelské stažení se z Pásma Gazy. O svůj poslanecký mandát přišel ve volbách v roce 2006, kdy měl čtrnácté místo na kandidátní listině Likudu a strana získala ve volbách pouze dvanáct křesel.
V roce 2008 Landau oznámil odchod z Likudu a přestoupení do Jisra'el Bejtejnu. Před volbami v roce 2009 získal druhé místo na kandidátní listiny strany a ve volbách se opět stal poslancem Knesetu. Poté, co se strana stala součástí koaliční vlády vedené Likudem, byl Landau jmenován ministrem národní infrastruktury (později byl post přejmenován na ministra energetiky a vodních zdrojů). Ve volbách v roce 2013 svůj poslanecký mandát obhájil. Namísto portfolia energetiky a vodních zdrojů však v izraelské vládě získal post ministra turismu..
Je ženatý a má tři děti.